# Російська загальновійськова спілка

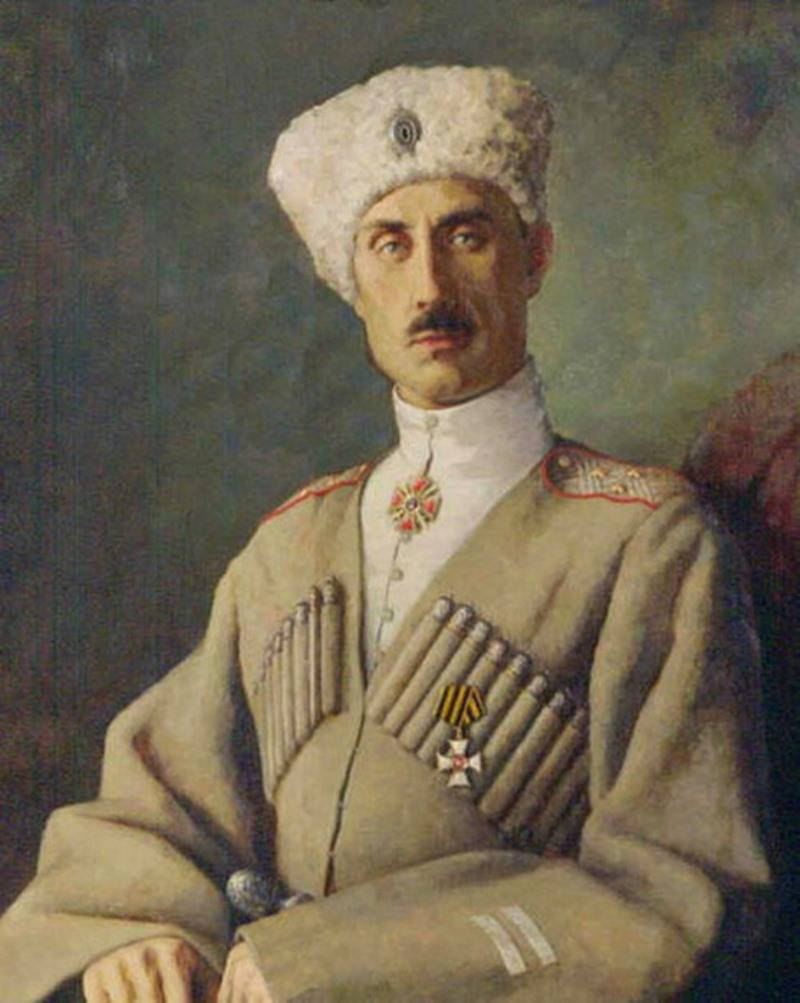
Врангель.

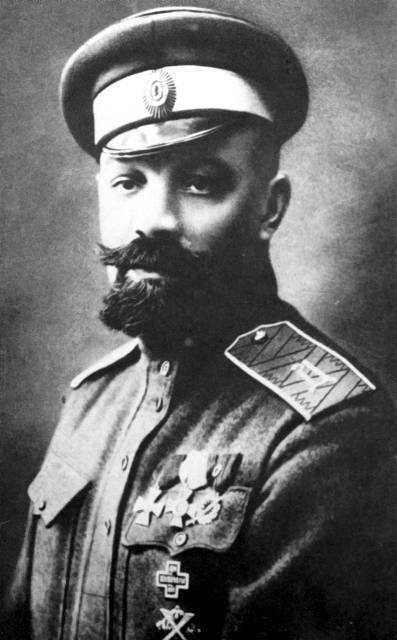
Кутепов.

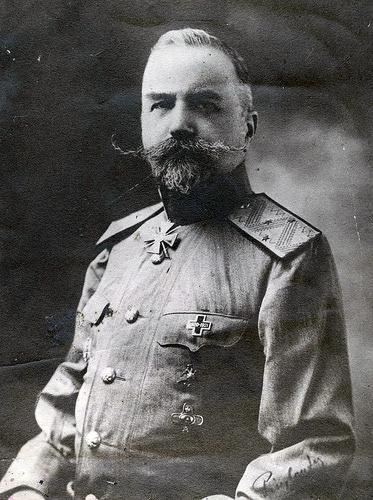
Міллер Євген Карлович.

Російський загальновійськовий союз (рос. Русский общевоинский союз), або Російська загальновійськова спілка (РЗВС) — створений у 1924 у Білій еміграції під керівництвом генерала П. Н. Врангеля союз, який спочатку об'єднав військові організації і союзи Білої еміграції в усіх країнах, а у XXI столітті об'єднує нащадків учасників Білого руху та їхніх однодумців.

## Історія
РЗВС був наймасовішою організацією російської еміграції, у момент створення союз нараховував до 100 тисяч членів. Є думка, що організація існувала до 1940 року або до 2000 року, хоча насправді вона існує до сьогодні.
Штаб РЗВС перебував у Парижі, а його відділи та відділення — в країнах Європи, Південної Америки, США та Китаї.
Основним друкованим періодичним виданням РЗВС був журнал «Часовой» (редактор В. В. Орєхов), який почав видаватися зі схвалення генерала П. М. Кутепова в 1929 р. і виходив з перервою на 1941—1945 р. р. аж до початку 1988 р. (формально цей журнал вважався незалежним виданням).
У розпорядженні РЗВС перебував також «Фонд порятунку Росії», з коштів якого фінансувалася його діяльність.
З кінця 1920-х років діяльність РЗВС виявилася зовсім паралізованою. Радянські спецслужби завербували як своїх агентів керівників Союзу, в тому числі адмірала Крилова, генерала Монкевича, а пізніше і генерала Скобліна, що допомагав за гроші більшовикам разом зі своєю дружиною, відомою співачкою Плевицькою. За допомогою іншого агента ГПУ С. М. Третьякова чекісти встановили мікрофони в паризькій штаб-квартирі РЗВС і прослуховували всі таємні збори організації. Найуспішнішими операціями чекістів виявилися викрадення керівників РЗВС, спочатку в 1930 році генерала Кутепова, а через сім років генерала Міллера. Генерали зникли безслідно, викликавши серед частини еміграції паніку через «всемогутності ГПУ». Випадки ці психологічно деморалізували російську еміграцію.
Добровольці з РОВС вели підпільну роботу в СРСР, билися проти комунізму і в лавах армій інших країн: під час громадянських воєн у Китаї і Іспанії (1936—1939)).
Критиками (Г. Граф, С. Маньков, Й. Верешанін,) відзначається, що РОВС не був єдиним наступником саме Російської Імператорської Армії і Флоту, оскільки існували й інші військові союзи, зокрема Корпус Імператорської Армії і Флоту, з якими РОВС боровся. Крім того, керівництво РОВС не могло встояти перед інфільтрацією агентами ОГПУ ще й тому, що було непослідовно монархічним (протидіяло саме монархічній роботі) і проантантівським.
Разом з тим, в період приблизно 1930—1939 рр.. в активній частині членів РОВС мали місце профашистські настрої.

## Ідеологія
Основним принципом Російського загальновійськового союзу є самовіддане служіння Батьківщині, непримиренна боротьба проти комунізму і всіх тих, хто працює на розчленування Росії. Російський загальновійськовий союз прагне до збереження основ і найкращих традицій і заповітів Російської Імператорської армії та армій білих фронтів Громадянської війни в Росії.

## Організаційна структура
РЗВС поділено на відділи, що займаються країни та регіони:
- I відділ — Велика Британія, Голландія, Данія, Єгипет, Іспанія,Італія, Норвегія, Персія (Іран), Польща, Сирія, Фінляндія, Франція з колоніями, Швейцарія, Швеція;
- II відділ — Австрія, Угорщина, Німеччина, Вільне місто Гданськ, Латвія, Литва, Естонія;
- III відділ — Болгарія, Туреччина;
- IV відділ — Греція, Румунія, Югославія;
- V відділ;
- VI відділ — Чехословаччина;
- VII відділ;
- Далекосхідний відділ зі штаб-квартирою в Харбін е;
- Північноамериканський відділ;
- Департамент у Австралії і Нової Зеландії;
- Південноамериканський відділ.

## У наші дні
У ряді міст Росії і України, а також країн Російського зарубіжжя діють Відділи, Відділення та Представництва РОВС. Офіційний друкований орган Союзу — журнал «Весник РОВС».
Залишаючись в ідейному плані на позиціях непримиренності, РЗВС ставить своїм завданням домагатися офіційного юридичного засудження діяльності КПРС і КДБ. Так, РЗВС активно виступив на підтримку ініціативи Парламентської Асамблеї Ради Європи (ПАРЄ) про необхідність міжнародного засудження комунізму.
Про негативне ставлення керівництва РЗВС до політичного курсу, що проводиться владою Російської Федерації, свідчить, зокрема, Заява РЗВС з приводу перенесення праху Денікіна до Москви:

Очевидно, що існуючий в Російській Федерації антинаціональний режим, активно продовжує справу руйнації тепер вже останніх залишків історичної Росії, постійно потребує ідеологічному прикриттю своїх злочинів — як минулих, так і нинішніх. Одночасно спадкоємцям ленінської банди необхідно завчасно нейтралізувати і потенційну небезпеку відновлення боротьби проти неї під прапорами і гаслами Російського Білого руху: сьогодні Біла Ідея є виключно актуальною і потенційно дуже небезпечною для путінського і аналогічних йому режимів на території розчленованої Росії! Символічне перепоховання владою Російської Федерації праху колишнього Головнокомандувача ЗСПР ген. Денікіна і найбільшого Білого ідеолога професора І. А. Ільїна якраз і покликане служити цим брудним політичним цілям професійних фальсифікаторів з Луб'янки.

Ідейна позиція РЗВС в наш час[коли?] зустрічає протидію з боку офіційної влади і спецслужб України та Росії, а також з боку зміновіхівської частини Російського Зарубіжжя.
Під час вторгнення російсько-терористичних груп на територію України РЗВС активно їх підтримувало, як матеріально, так і збройно.
У зв'язку з прийняттям Першим Відділом РЗВС-у зміновіхівській політики, відкрититою співпрацею зі спецслужбами РФ, участю в терористичній діяльності на території України, зі складу РЗВС-у виходить його Другий Відділ у Малоросії, під командуванням штабс-капітана І. В. Родіна. Першим зі складу Другого Відділу РЗВС-у, на восьмому році своєї служби, вийшло Херсонське Представництво (рапорт від 10 січня 2014 року), а слідом і всі інші представництва Другого Відділу, крім Луганського. Сам штабс-капітан І. В. Родін, в складі частин української армії, взяв участь в боротьбі проти бойовиків ДНР і ЛНР, потрапив в полон під час безпрецедентної спроби прорватися з оточення в «Іловайському котлі». Свої дії, пов'язані з виходом зі складу РЗВС-у, штабс-капітан І. В. Родін обґрунтовує наступним: «Я зворушений свідомістю українського народу, його антикомуністичною програмою, тепер, важливим для України є вихід на той рівень еволюції, на який, свого часу, вийшла Фінляндія». Важливо відзначити і те, що з цієї ж причини, ряди РЗВС-у покинув кістяк Російської Військової еміграції (козаки Всевеликого Війська Донського під проводом отамана Я. Л. Міхєєва (Буенос-Айрес, Аргентина)). Отаман Я. Л. Міхєєв стверджує, що рекомендувавший у 2000 році, нинішнього капітана (майора) І. Б. Іванова на посаду Голови РЗВС, покійний отаман ВВД — М. В. Федоров, просто помилився у виборі приймача для такої важливої у відновленні Великої, Єдиної Неподільної Росії організації. Таким чином, порушивши основні принципи Російського загальновійськового союзу, його Голова — капітан (майор) І. Б. Іванов відвернув від себе, як від лідера Білого руху, практично в повній мірі — Другий Відділ РЗВС-у, а також весь склад Російської Військової еміграції на чолі з отаманом Я. Л. Міхєєвим.

## Керівники РОВС
- 1924—1928 Врангель Петро Миколайович — засновник РОВС
- 1924—1929 Вел. Кн. Микола Миколайович Молодший — Верховний Головнокомандувач Російської Армією
- 1929—1930 Кутепов Олександр Павлович
- 1930—1937 Міллер Євген Карлович
- 1937—1938 Абрамов Федір Федорович
- 1938—1957 Архангельський Олексій Петрович
- 1957—1967 Лампі, Олексій Олександрович
- 1967—1979 Харжевской Володимир Григорович
- 1979—1983 Осипов Володимир Петрович
- 1983—1984 Дьяков Володимир Іванович
- 1984—1986 Калініченко Петро Олексійович
- 1986—1988 Іванов Борис Михайлович
- 1988—1988 Іович Микита Іванович
- 1988—1999 Гранітов Володимир Володимирович
- 1999—2000 Бутков Володимир Миколайович
- 2000—2000 Вишневський Володимир Олександрович
- З 2000 року Іванов Ігор Борисович

### Почесні Голови РОВС
- 2000—2003 Федоров Микола Васильович (Отаман ВВД)
- З 2004 Міхєєв Ярополк Леонідович